# بليدة المزرعة (الكرك)
بليدة المزرعة منطقة سكنية تقع في لواء الأغوار الجنوبية، محافظة الكرك في الأردن. تنتمي المنطقة لقضاء غور المزرعة الذي يضم 6 مناطق. يقدر عدد سكانها بـ 203 نسمة حسب إحصاء 2015.

## الوصلات الخارجية
- دائرة الاحصاءات العامة